# Carlos Aldo Mujica
Carlos Aldo Mujica (Villa Mailín, 19 de julio de 1933 - Santiago de Estero, 6 de mayo de 2013) fue un ingeniero y político argentino, que ejerció como gobernador de la provincia de Santiago del Estero entre 1991 y 1993.

## Biografía
Se recibió de ingeniero en la Universidad Nacional de Santiago del Estero. Fue docente y posteriormente rector de esa Universidad.
En la década del 80 acompañó a César Iturre en la formación de la Corriente Renovadora, línea interna del peronismo, opuesta al exgobernador Carlos Juárez.
En 1991 fue elegido gobernador, en elecciones que su principal rival, José Zavalía, tildó de fraudulentas. Durante gran parte de su gestión, Zavalía realizó marchas en reclamo de que se le reconociera su supuesto triunfo electoral. En una de esas marchas, Zavalía realizó un acto en el que recibió el bastón de mando y la banda, para recalcar que creía ser el legítimo gobernador.
Debilitado por este escándalo, Mujica intentó formar un gobierno de unidad con los seguidores de Juárez, pero a alianza no duró más de un año. Por otro lado, estaba acosado por las deudas en una provincia empobrecida, y con la presión del gobierno nacional de Carlos Menem que forzaba a los gobiernos a aplicar medidas de austeridad, que a su vez profundizaban la crisis económica. Las privatizaciones, precedidas casi siempre de aumentos de tarifas, empeoraban el panorama. Por último, el Congreso transfirió las escuelas nacionales a las provincias, lo que obligó al gobernador a rebajar muchos sueldos.
Superado por la crisis económica, y con casi todos los sueldos públicos impagos, y amenazado con un inminente juicio político, Mujica renunció a su cargo el 28 de octubre de 1993. Fue sucedido por Fernando Lobo, su vicegobernador. Éste aprobó las leyes exigidas por el presidente, que Mujica se había negado a aprobar, y desató una represión policial que llevó a una revuelta popular de inusitada violencia conocida como el Santiagueñazo, en la que casi todos los edificios públicos de la capital fueron incendiados. La misma derivó en la intervención federal de su provincia, decretada el 17 de diciembre.
Mujica no volvió a actuar en política, e incluso se recluyó casi por completo en su casa. Sufrió un cáncer de pulmón que lo obligó a internarse permanentemente en un sanatorio, hasta su fallecimiento, ocurrido el 7 de mayo de 2013.